# Marcel Pierre Marie Le Bihan
Ne doit pas être confondu avec Marcel Le Bihan.
Pour les articles homonymes, voir Le Bihan.
Marcel Pierre Marie Le Bihan (Douarnenez, 23 avril 1916-Brignoles, 15 juin 1940), est un officier marinier et pilote d'avion français.

## Biographie
Il entre dans la Marine en avril 1935 puis passe son brevet de pilote. Second maître, il sert sur le Dunkerque en tant que pilote d'un des hydravions du bord.
Envoyé à la flottille de chasse CA 3 de Cuers en janvier 1940 pour protéger Toulon, il livre un combat à une formation d'avions italiens le 15 juin 1940 sur un Bloch MB151. Après avoir été touché, il choisit de volontairement entrer en collision avec un de ses adversaires qu'il emmène dans sa chute. Gravement blessé et brûlé, il meurt quelques heures plus tard à l'hôpital de Brignoles.
Un aviso de type A69 classe d'Estienne d'Orves de la Marine française portait son nom : Second-Maître Le Bihan (désarmé en 1999).